# Раймунду Тейшейра Мендіш
Раймунду Тейшейра Мендіш (порт. Raimundo Teixeira Mendes) (Кашіас, штат Мараньян 5 січня 1855 — Ріо-де-Жанейро, 1927) — бразильський філософ і математик, автор девізу державного прапора Бразилії: «Ordem e Progresso» («Порядок та прогрес»).
| Ейлер | Це незавершена стаття про математика. Ви можете допомогти проєкту, виправивши або дописавши її. |

1. ↑  Bibliothèque nationale de France BNF: платформа відкритих даних — 2011.